# Porsche Museum
Porsche Museum är ett museum för bilmärkets Porsches historia och visar bland annat upp fordon.
Porsche Museum ligger i Stuttgart på Porsche-Platz i stadsdelen Zuffenhausen.

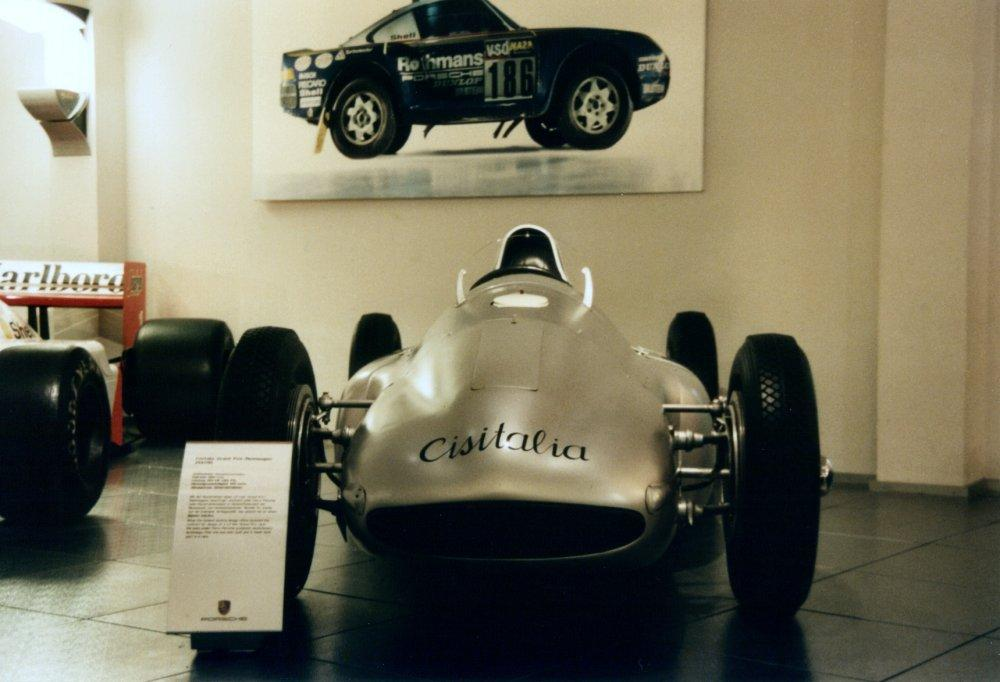
Fyrhjulsdriven Porsche 360 Cisitalia (1947)
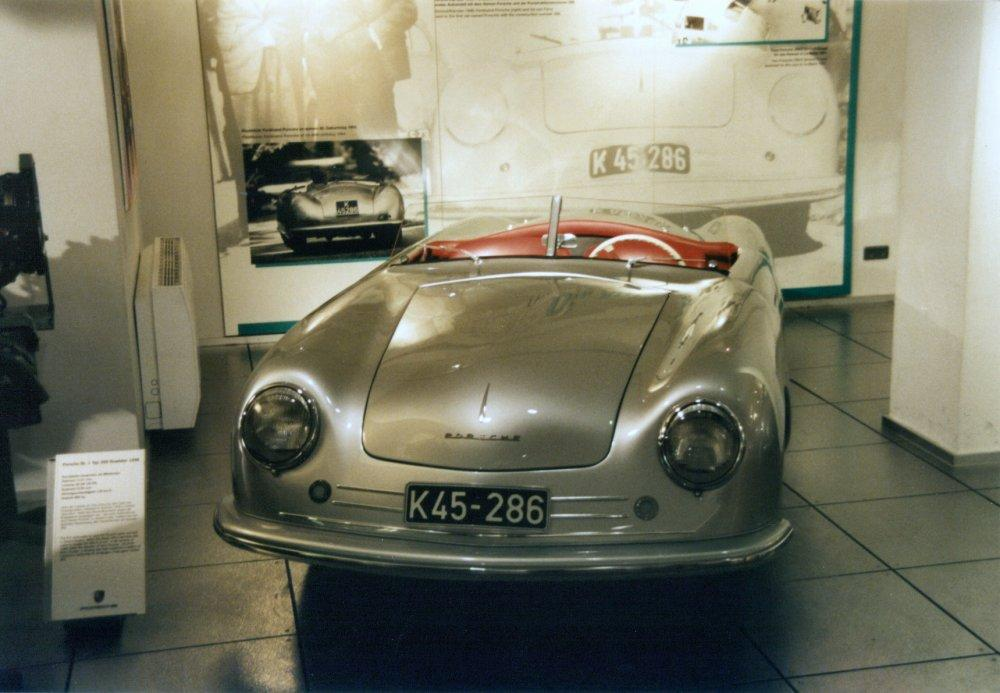
Porsche 356 Nr. 1 Roadster (1948)
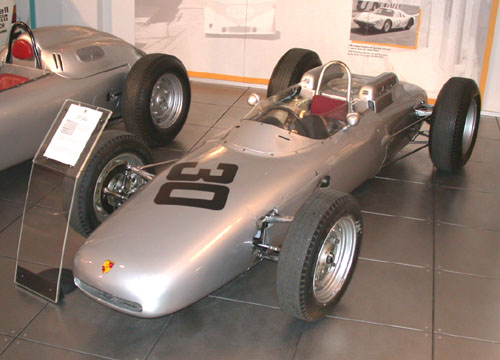
Porsche Typ 804 Formel 1 (1962)
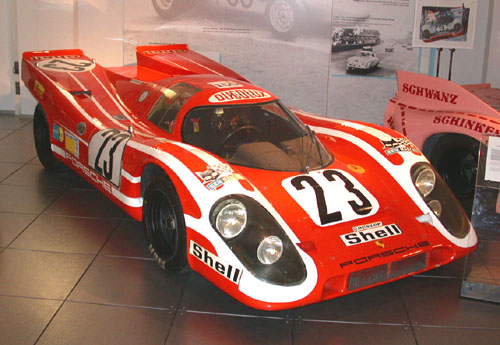
Porsche 917 Short coupé på Porsches museum (1970)
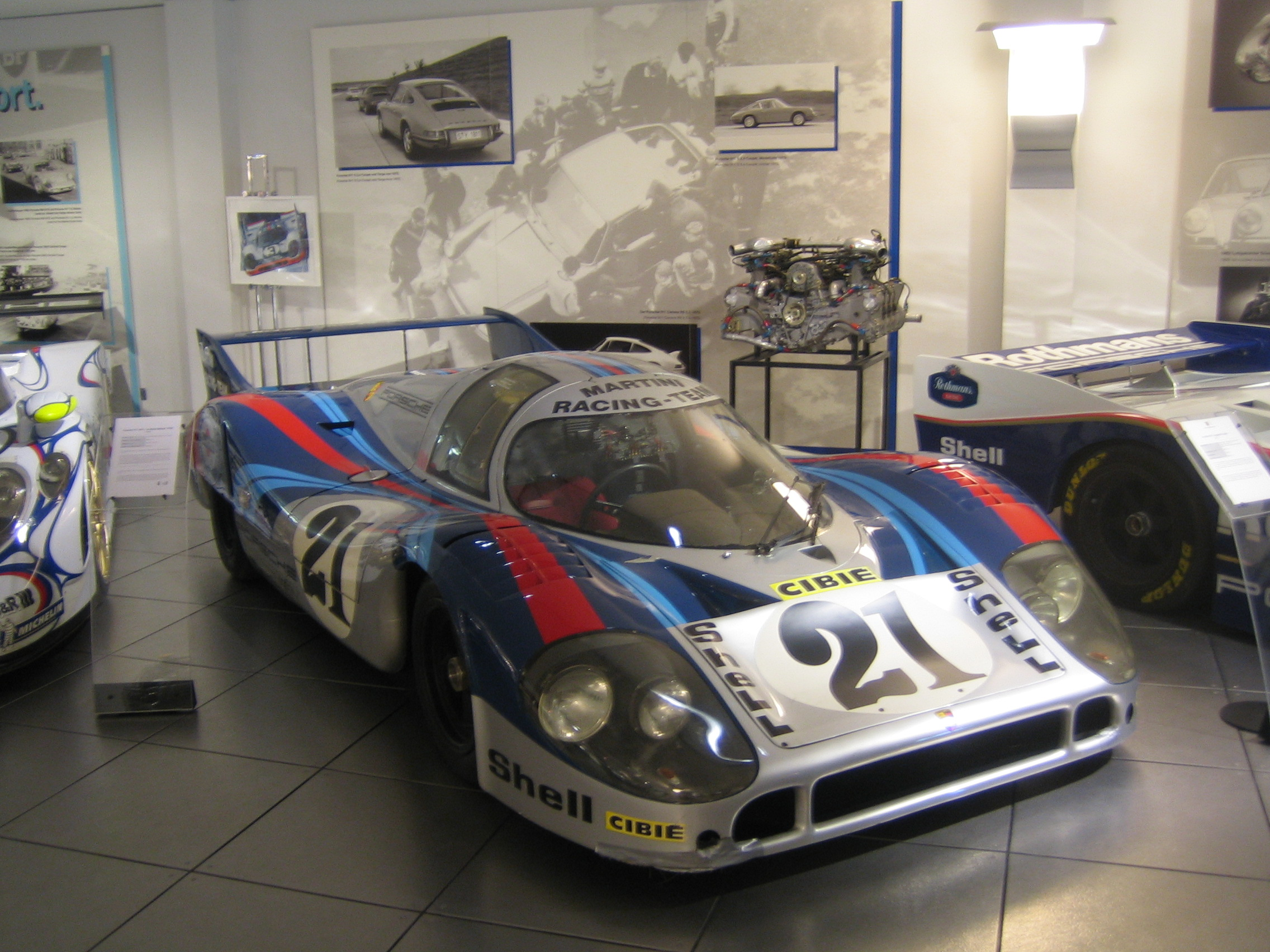
Porsche 917 Long coupé (1971)
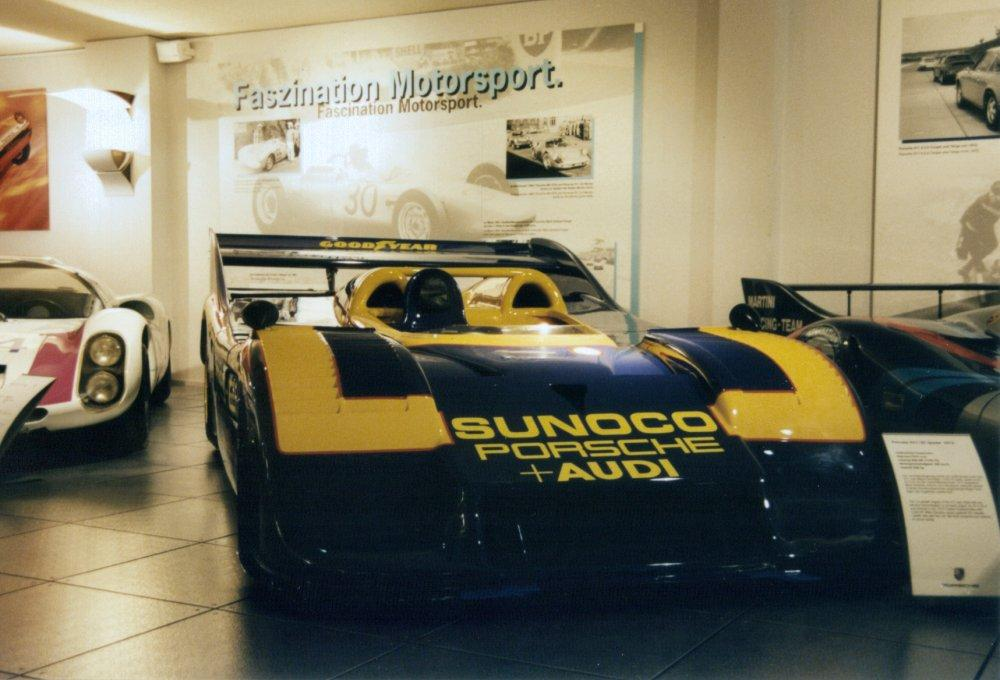
Porsche 917/30 Spider med 1100 HK (1973)
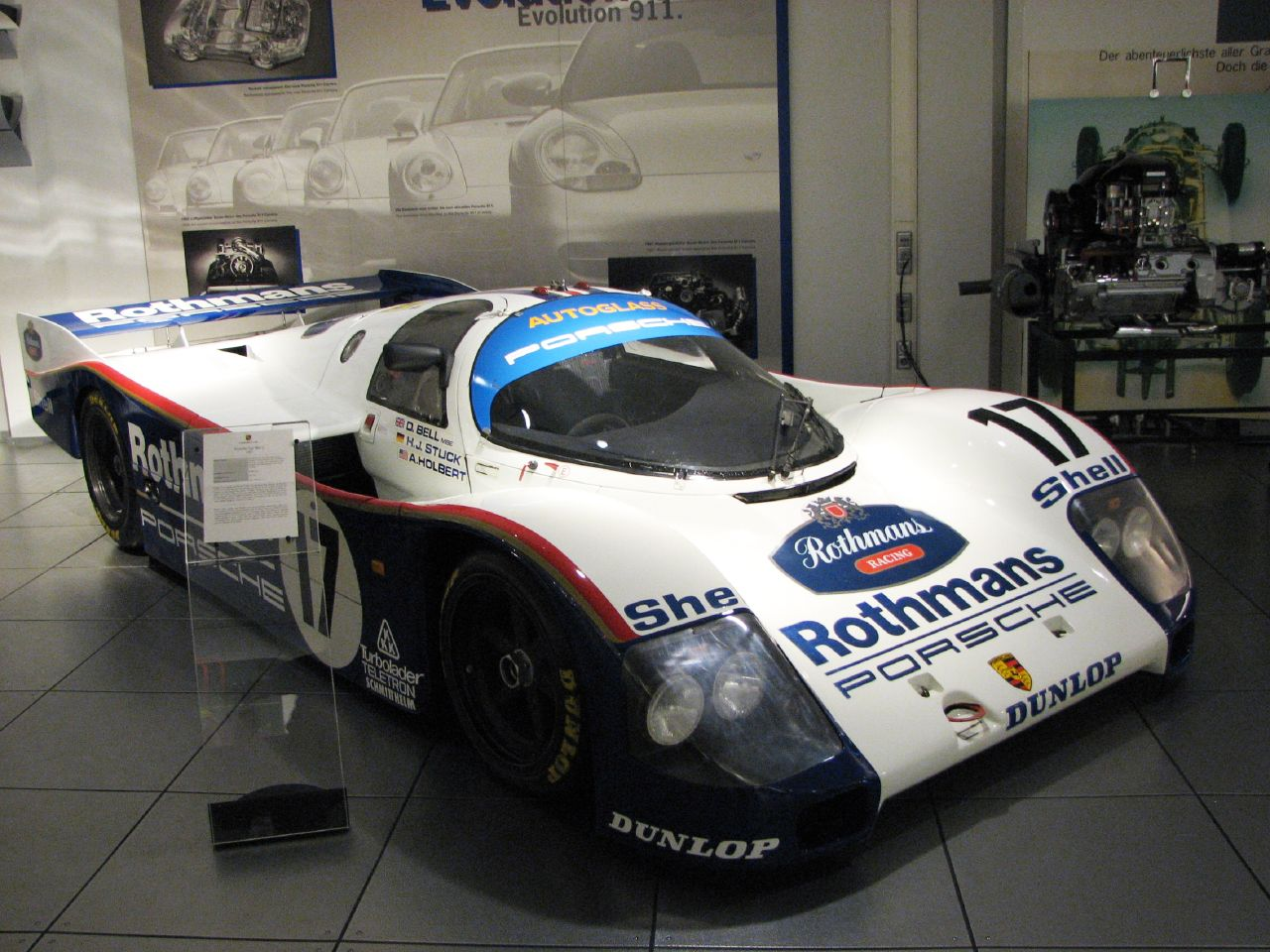
Porsche 956C coupé (1981–1985)
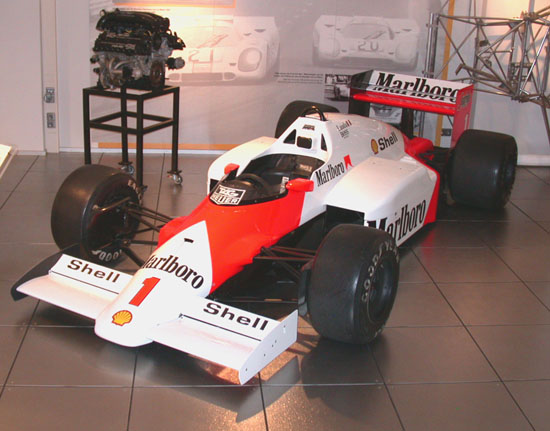
McLaren TAG Porsche F1 (1985)
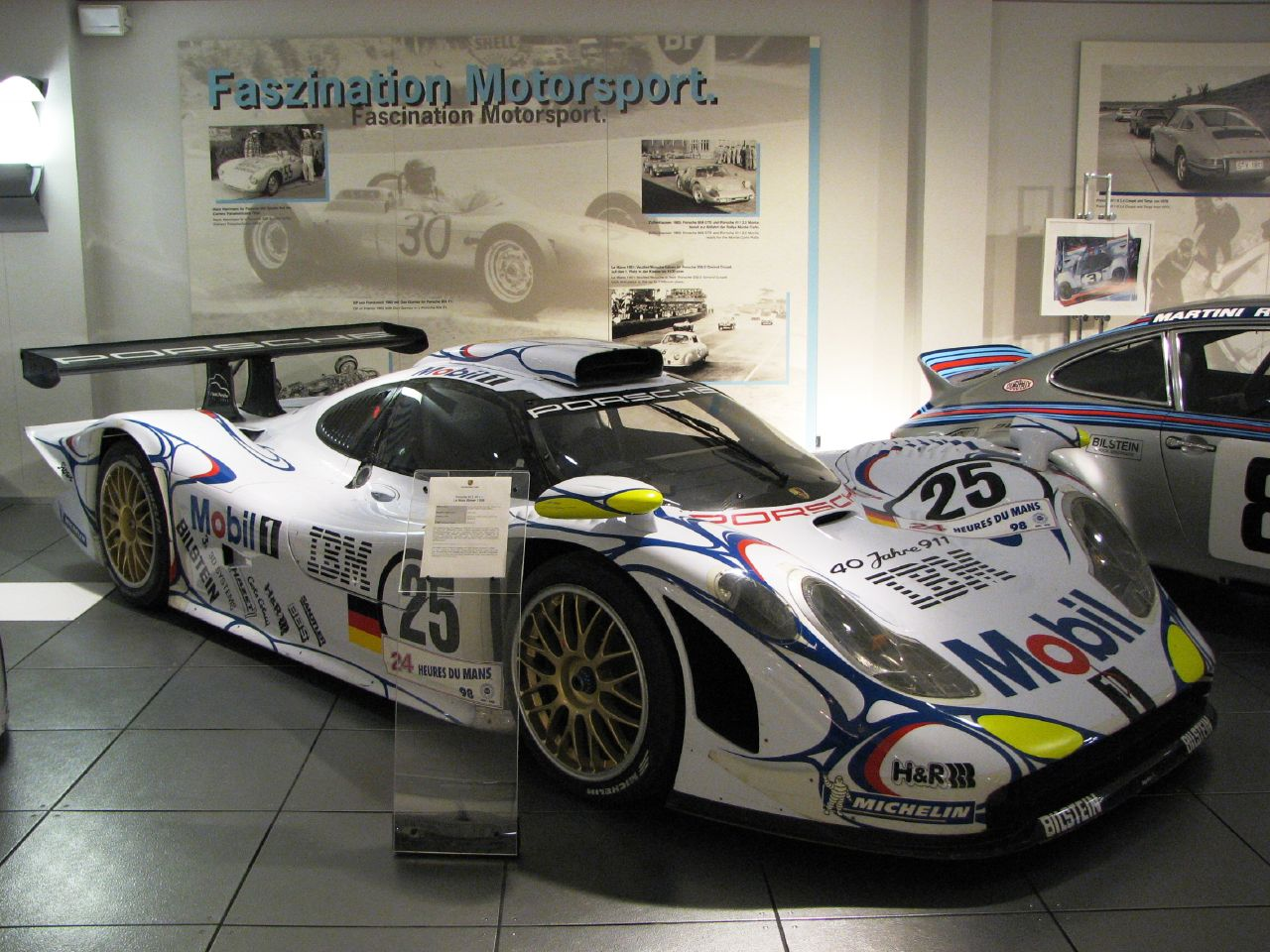
Porsche 911 GT1 '98, med Le Mans startnummer 25 (1998)
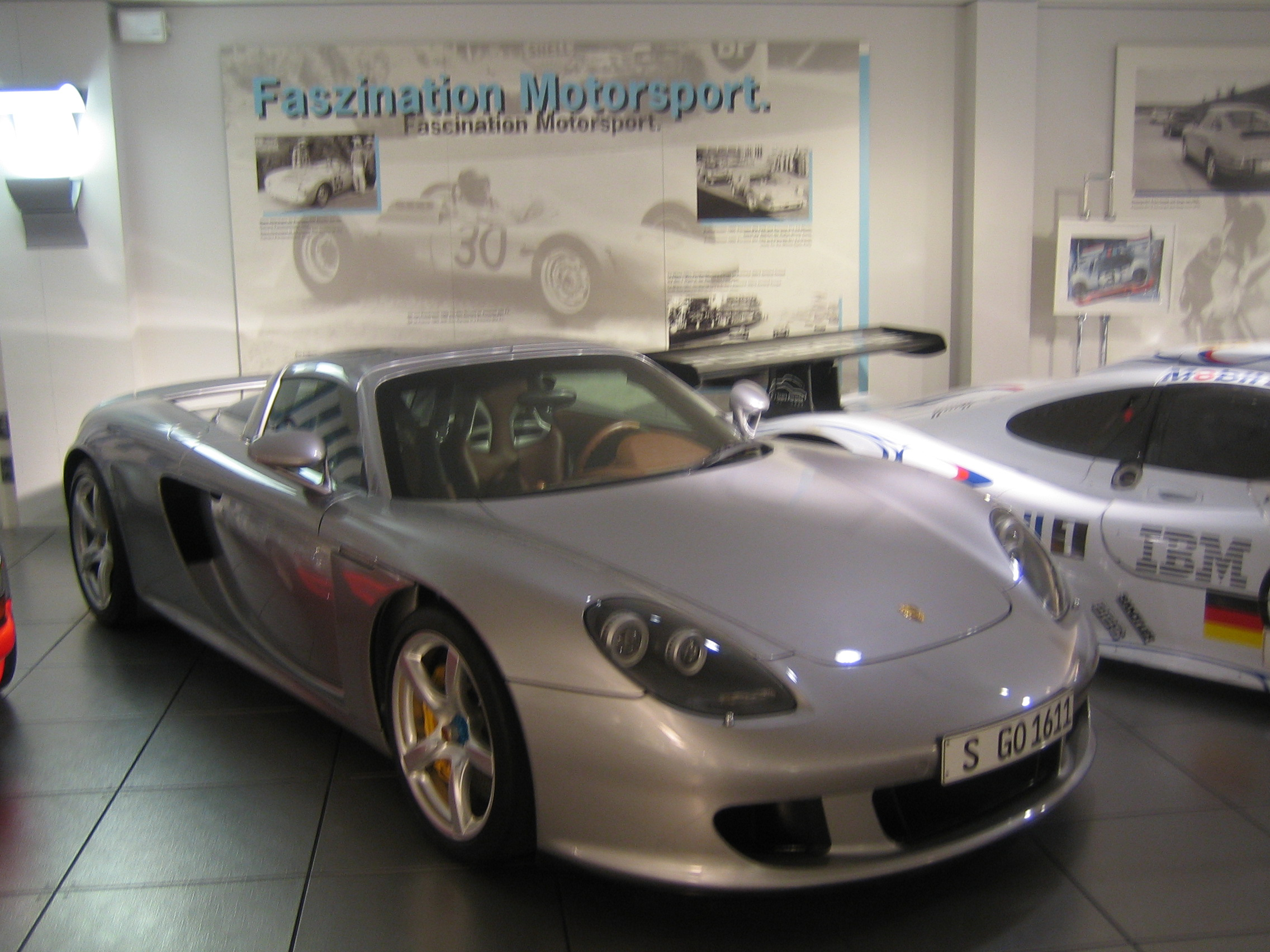
Carrera GT med 612 HK (2003)
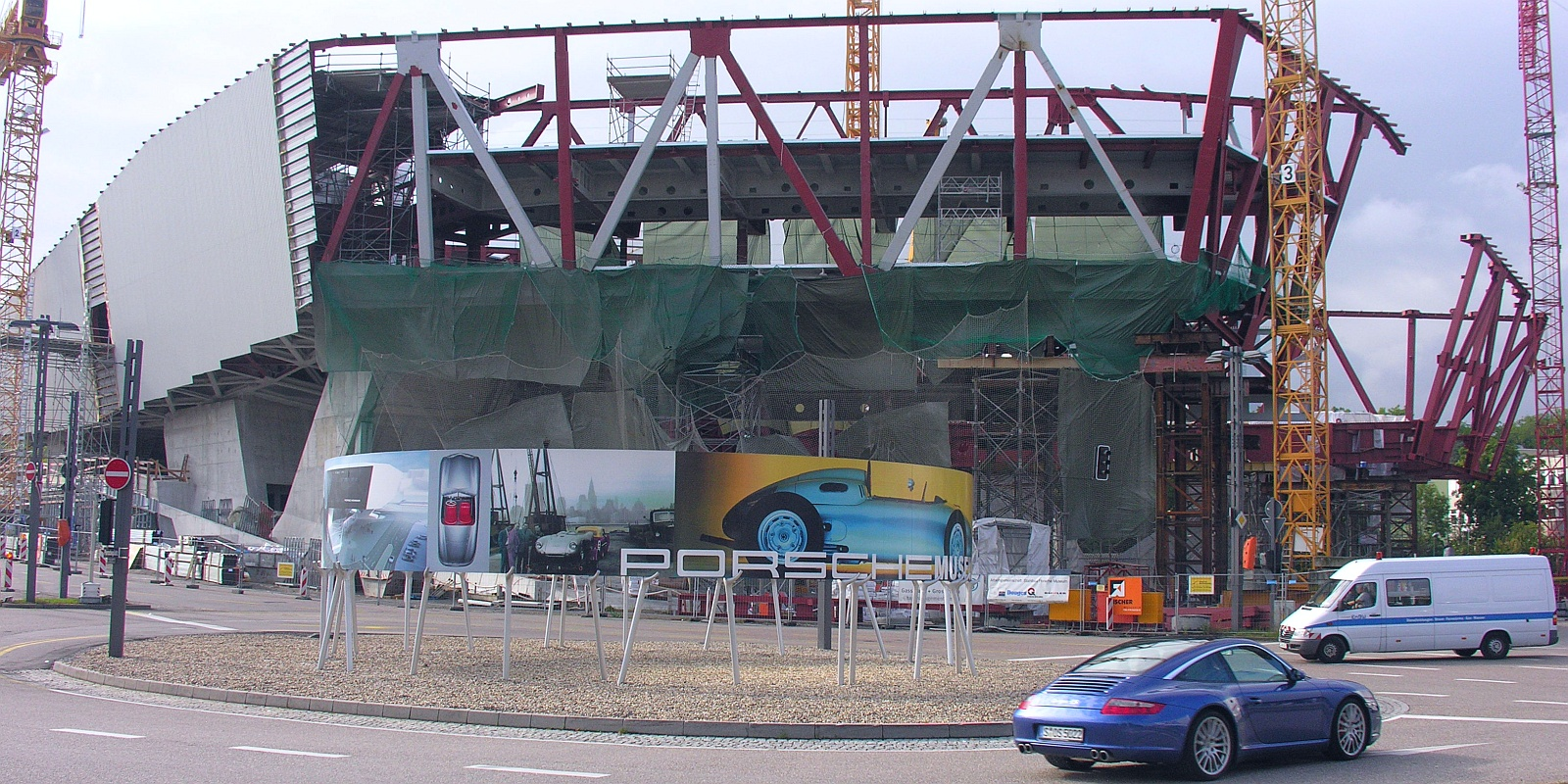
Konstruktion av museet, september 2007
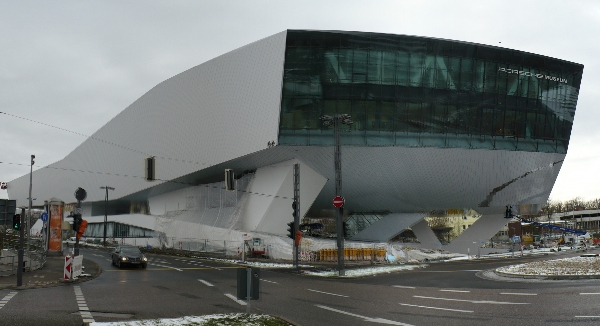
Konstruktion av museet, november 2008
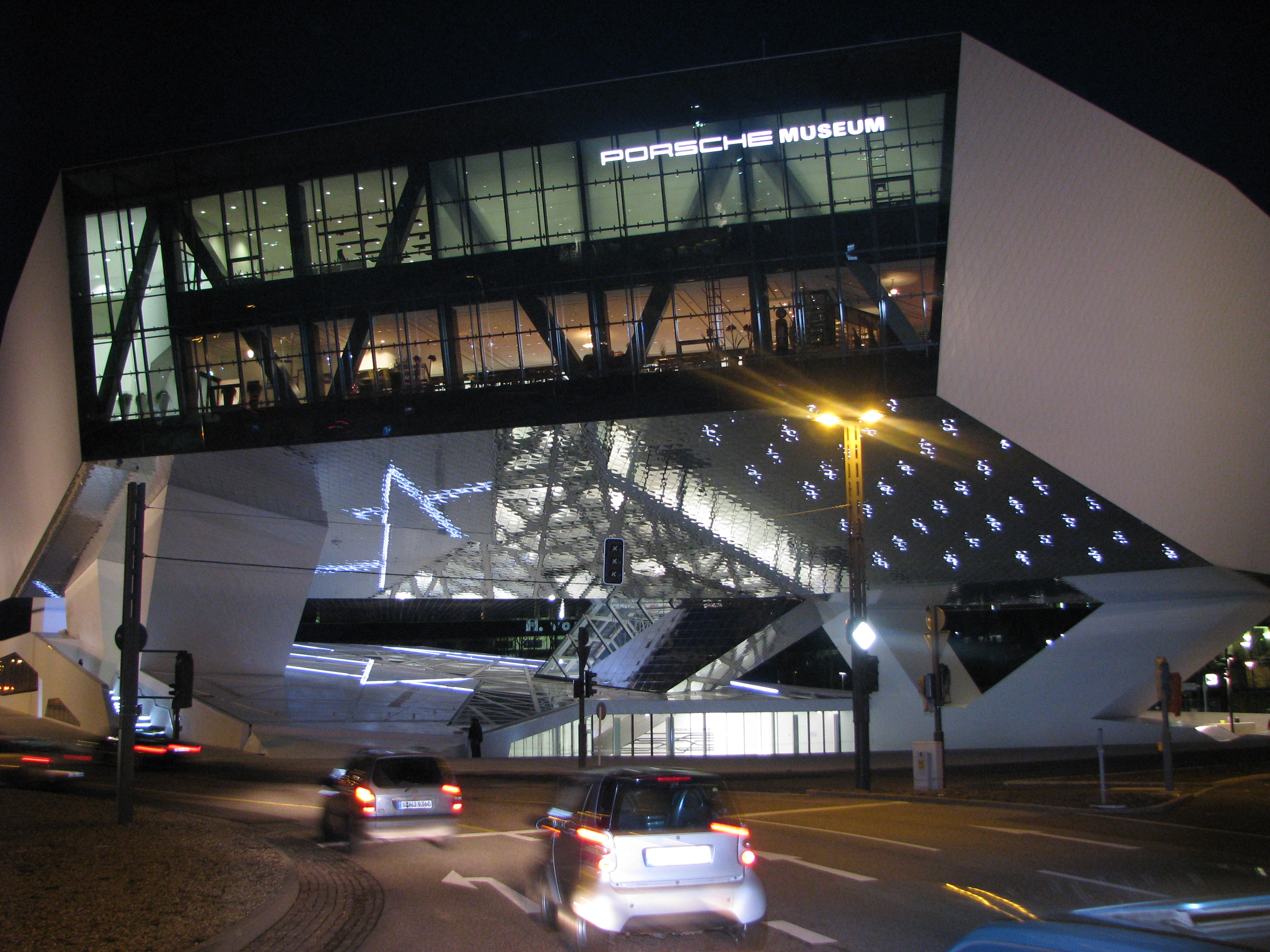
Porsche-Museum, januari 2009
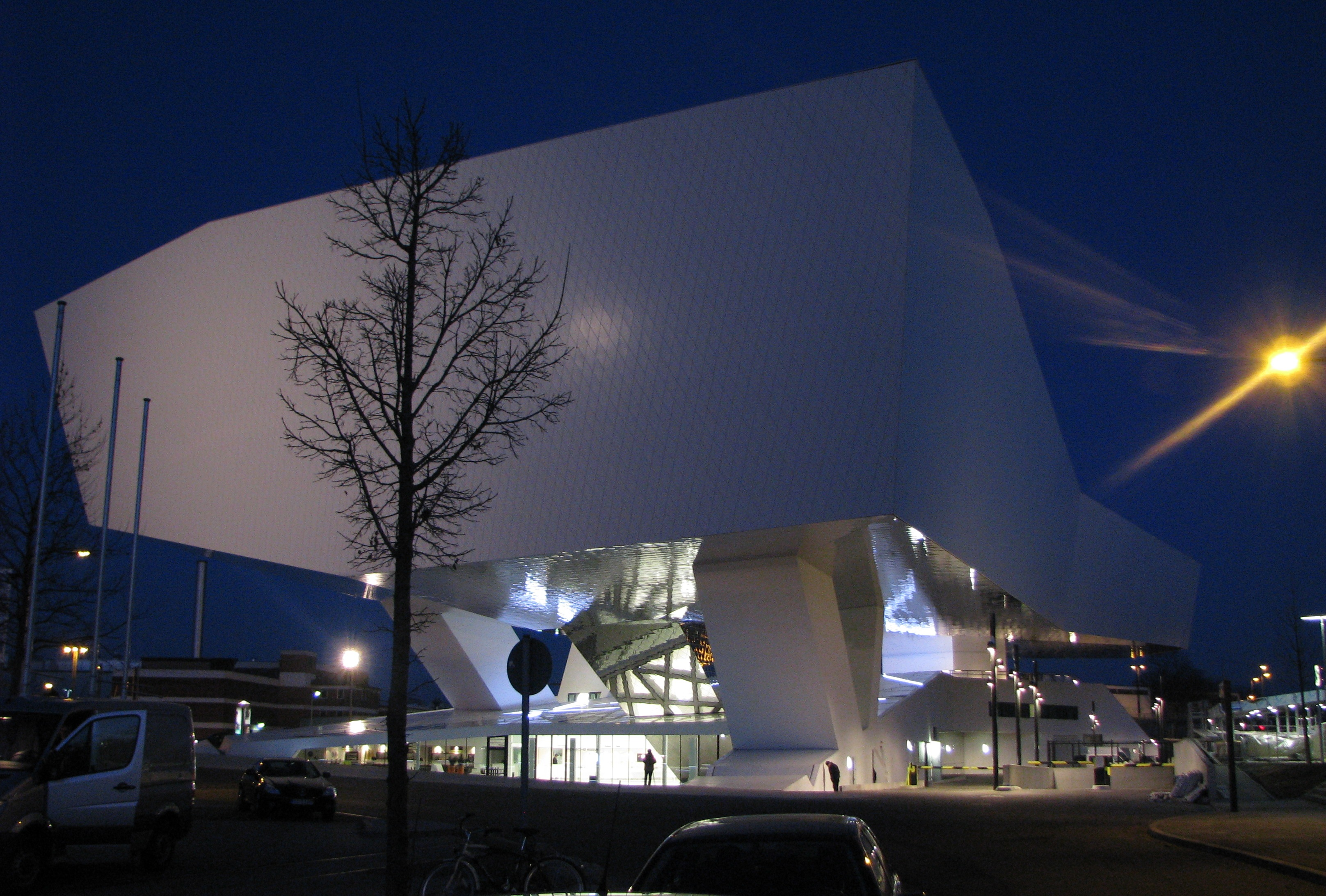
Vy västerifrån